# برش و جوشکاری زیر آب

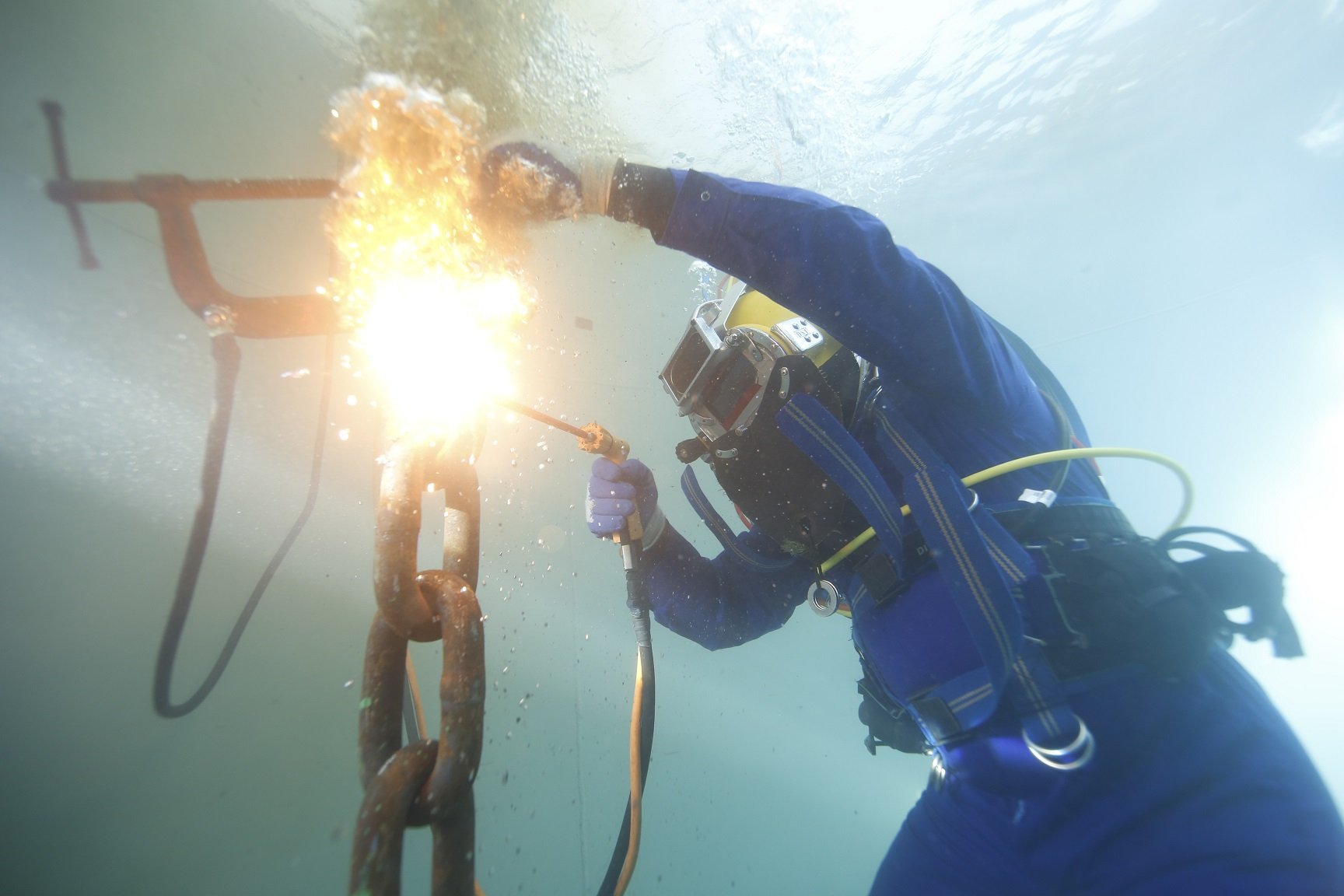
برش قوس اکسیژنی زیر آب

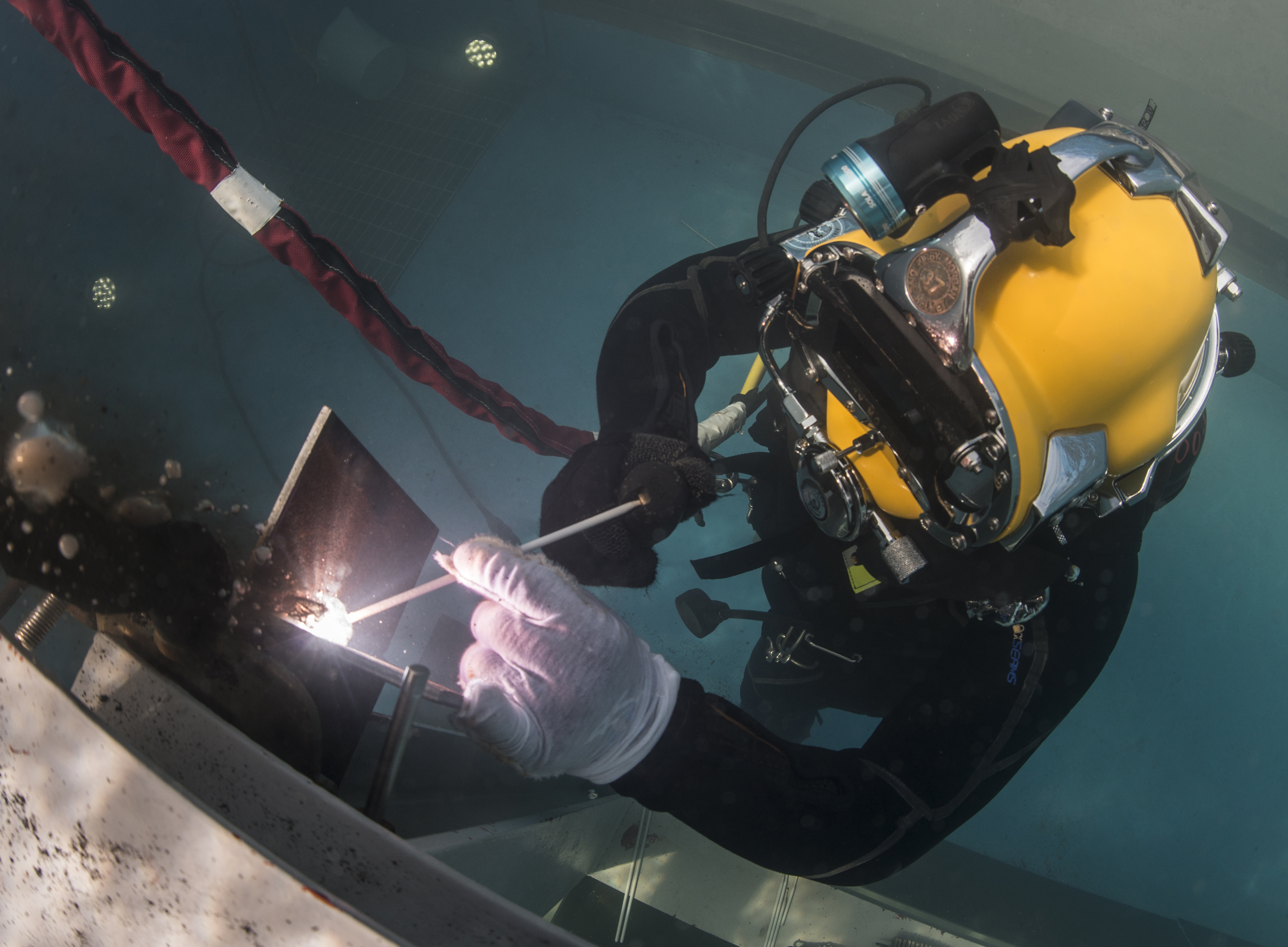
جوشکاری ماهیچه‌ای زیر آب در استخر آموزشی

برش و جوشکاری زیرآبی، تکنیک‌های فلزکاری هستند که توسط غواصان در ساخت و ساز زیر آب، نجات دریایی و کاربردهای غواصی پاکسازی استفاده می‌شود. بیشتر جوشکاری‌های زیر آب به صورت جوشکاری مرطوب با الکترود دستی جریان مستقیم انجام می‌شود و اکثر برش‌های فلزی زیر آب از روش‌های برش قوس اکسیژن غوطه‌ور و برش قوس فلزی با پوشش استفاده می‌کنند، هرچند فناوری‌های دیگری نیز در دسترس بوده و گاه به کار گرفته می‌شوند. این فرایندها عمدتاً بر روی سازه‌های فولادی اعمال می‌شوند، زیرا فولاد رایج‌ترین ماده قابل جوشکاری با قوس در محیط زیر آب است.

## گستره
برش با قوس اکسیژن و جوشکاری قوسی زیر آب نیاز به مهارت و استقامت بیشتری نسبت به کار در محیط خشک و پایدار دارد. محیط زیر آب محدودیت‌ها و منع‌های متعددی را بر تجهیزات و اپراتور تحمیل می‌کند، و محدودیت کار در زمان‌های کوتاه در عمق‌های بیشتر برای غواصان سطح‌محور، اهمیت کار بهره‌ور برای انجام وظیفه در زمان معقول را افزایش می‌دهد.
تجهیزات غواصی باعث دست و پاگیری غواص می‌شود، همچنین حرکت آب، تکیه‌گاه ناپایدار و دید محدود وضعیت را بدتر می‌کنند. خنک شدن سریع آب باعث دشواری در دستیابی به جوش باکیفیت می‌شود، بنابراین هنگامی که امکان‌پذیر باشد، روش‌هایی که از برش استفاده می‌کنند به روش‌هایی که نیاز به جوشکاری در عملیات نجات دارند، ترجیح داده می‌شوند.

## کاربردها
ساخت و ساز زیر آبی، ساخت و ساز صنعتی در محیط زیر آب است. اغلب، اما نه به‌طور ضرورت، یک بخش مهمی از غواصی تجاری در این فرایندها دخیل است.این عملیات بخشی از صنعت ساخت و ساز دریایی است. ممکن است در این نوع ساخت‌وساز از جوشکاری زیر آب استفاده شود و برای کارهای تعمیراتی، برش فلز یا بتن لازم باشد.
نجات دریایی فرایند بازیابی یک کشتی و محموله آن پس از غرق شدن کشتی یا حادثه دریایی است. عملیات نجات می‌تواند شامل یدک کشیدن، شناورسازی مجدد یک کشتی یا انجام تعمیرات بر روی یک کشتی باشد. حفاظت از محیط زیست ساحلی در برابر نشت نفت یا سایر آلودگی‌ها نیز یک اولویت بالا است. پیش از اختراع رادیو، خدمات نجات به کشتی‌هایی که دچار حادثه شده بودند، توسط هر کشتی عبوری که به‌طور اتفاقی از آنجا می‌گذشت ارائه می‌شد. امروزه بیشتر عملیات‌های نجات توسط شرکت‌های تخصصی نجات با خدمه و تجهیزات اختصاصی انجام می‌شود.
تکنیک‌های اعمال‌شده در نجات دریایی عمدتاً به همخوانی مواد و تجهیزات موجود با شرایط بستگی دارد که اغلب محدود به فوریت، شرایط آب و هوایی و دریایی، دسترسی‌پذیری محل و ملاحظات مالی است. غواصی فرآیندی آهسته، پرکار، خطرناک، هزینه‌بر، محدود به شرایط و اغلب ناکارآمد است، اما ممکن است تنها راه یا کارآمدترین راه برای انجام برخی وظایف باشد.
نگهداری کشتی شامل تمام جنبه‌های تعمیر و نگهداری، تمیزکاری و تعمیر و نگهداری عمومی بدنه، دکل و تجهیزات کشتی است. این اصطلاح می‌تواند به جنبه‌های نگهداری اشاره کند که به‌طور خاص توسط بخش‌های فنی پوشش داده نمی‌شوند. این اصطلاح هم در کشتیرانی نظامی و هم در کشتیرانی تجاری استفاده می‌شود، اما نگهداری کشتی‌های نظامی می‌تواند به‌طور خاص به کشتی‌های نظامی اشاره کند.

## برش زیر آب

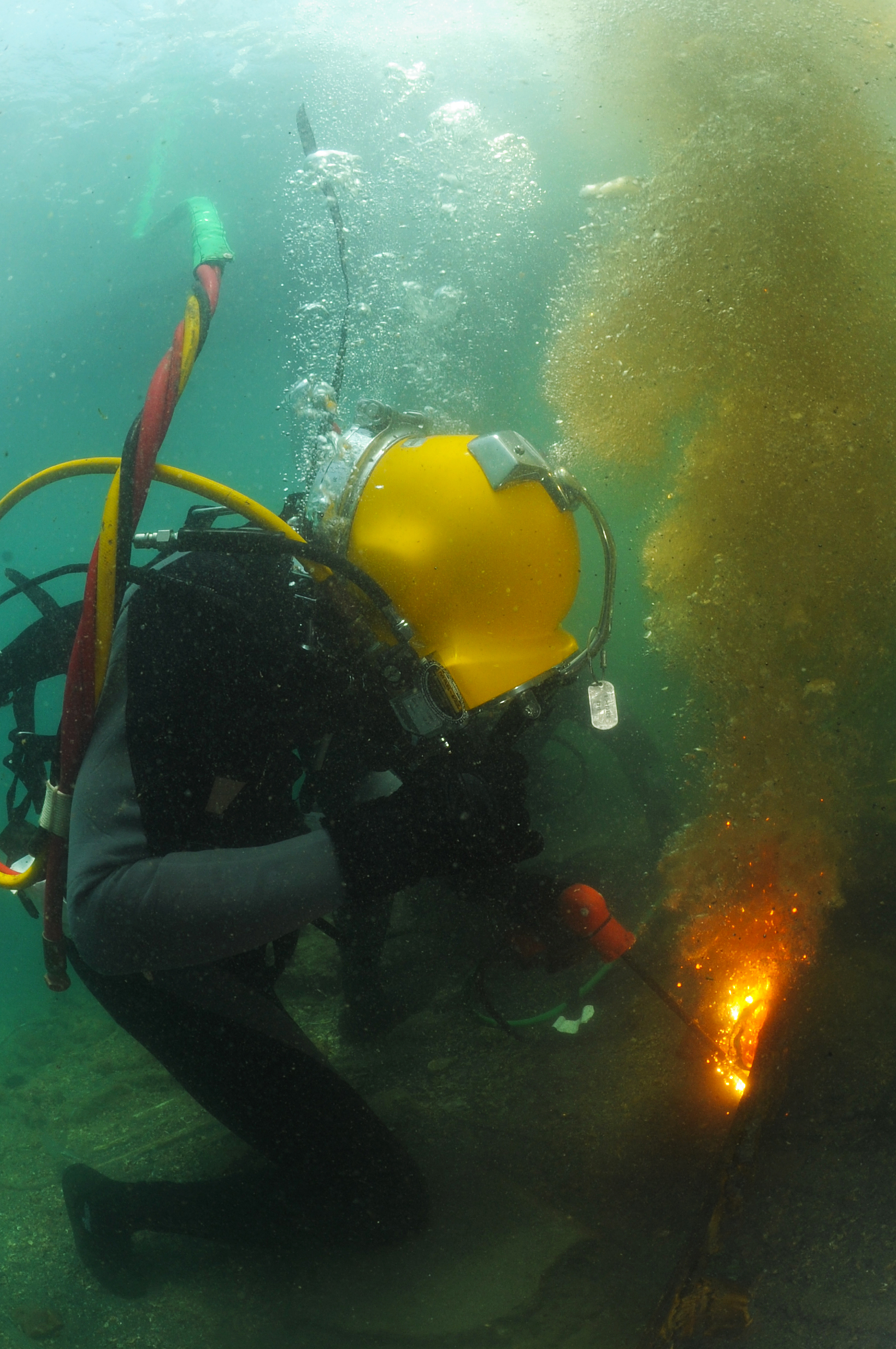
برش یک تیر فولادی توسط غواص در حین عملیات جوشکاری

پرکاربردترین فناوری‌های موجود شامل برش با قوس اکسیژن و برش با قوس فلزی محافظ می‌شوند. برای انجام برش و جوشکاری با قوس، قطعه‌کار باید تمیز شود و اتصال زمین برقرار گردد تا امکان ایجاد قوس فراهم شود. همچنین کیفیت برش به وضعیت سطح قطعه‌کار بستگی دارد. گیره اتصال زمین باید به‌طور محکم به فلز تمیز و عاری از پوشش متصل شود.
برش فلزی که سطح آن پیش از برش تمیز شده، به‌مراتب آسان‌تر از فلزات زنگ‌زده یا پوشیده‌شده با لایه‌های مختلف رشدهای دریایی است. فولادی که تنها دارای زنگ‌زدگی سطحی معمولی و یک یا دو لایه نازک رنگ باشد، به راحتی قابل برش است. با این حال، لایه‌های زنگ‌زدگی ضخیم، رنگ‌های ضخیم، موجودات دریایی مانند صدف‌ها و رشدهای مشابه، فرایند برش را دشوار می‌کنند و باید ابتدا برداشته شوند. برای حذف لایه‌های سطحی زنگ و رنگ، استفاده از یک ابزار معمولی مانند خراش‌دهنده رنگ مفید است، اما در موارد ضخیم زنگ‌زدگی و رنگ، ممکن است ابزار شستشو با فشار بالای آب نیز مورد نیاز باشد. (مانند واترجت)
اگر امکان‌پذیر باشد، بهتر است دو طرف فلز قبل از برش تمیز شوند، زیرا آلودگی و خوردگی شدید در پشت فلز ممکن است برش را مسدود کرده و مانع از عبور جت برش شود. در صورت عدم دسترسی، ضربه زدن به ناحیه برش با یک چکش سنگین ممکن است زنگ‌زدگی طرف مقابل را به اندازه کافی شل کند.

### برش قوس اکسیژنی
برش با قوس اکسیژنی، که به آن «سوزاندن» نیز گفته می‌شود، فرآیندی است که طی آن فلز با اکسید شدن فلز گرم‌شده بریده می‌شود و سپس توسط گاز به بیرون رانده می‌شود. در این روش می‌توان از الکترودهای فولادی لوله‌ای یا الکترودهای گرمازا استفاده کرد؛ الکترودهای گرمازا پس از اشتعال و شروع جریان اکسیژن، به صورت مستقل از قوس ادامه به سوختن می‌دهند. برش با قوس اکسیژنی در صورت امکان ترجیح داده می‌شود، زیرا برای برش فولاد ساده و کم‌کربن عملکرد خوبی دارد. این روش معمولاً با استفاده از دستگاه جوشکاری DC با جریان ثابت و قطبیت مستقیم استفاده می‌شود و قوس باید در لحظه تماس الکترود با قطعه‌کار شکل بگیرد. نوک الکترود در طول فرایند مصرف شده و به دلیل کاهش طول به‌اندازه‌ای که قابل استفاده نباشد، نیازمند تعویض مکرر است.
الکترود فولادی لوله‌ای مورد استفاده در این فرایند، از یک لولهٔ فولادی با پوشش فلاکس ضد آب تشکیل شده که در فرایند تولید بر روی آن اعمال می‌شود. یک الکترود معمولی دارای طولی معادل ۱۴ اینچ (حدود ۳۶ سانتیمتر)، قطر خارجی ۵/۱۶ اینچ و قطر داخلی کمی کمتر از ۱/۸ اینچ است. پوشش فلاکس ضد آب این الکترودها مشابه پوشش الکترودهای جوشکاری معمولی است و علاوه بر تسهیل در برقراری و حفظ قوس الکتریکی، گازهای حاصل از تجزیهٔ فلاکس، حبابی در اطراف ناحیهٔ جوش ایجاد می‌کنند که با دور نگه داشتن آب، زمان کافی برای ذوب فلز زیر قوس را فراهم می‌سازد. این فلاکس به‌عنوان یک عایق الکتریکی نیز عمل می‌کند که در صورت تماس تصادفی غواص با الکترود، از برق‌گرفتگی جلوگیری نموده و همچنین مانع ایجاد قوسهای جانبی در فضاهای محدود می‌شود.
الکترودهای گرمازا پس از شعله‌ور شدن، تا زمانی که جریان اکسیژن برقرار باشد، به سوختن ادامه می‌دهند؛ بنابراین، غواص می‌تواند پس از آغاز برش، جریان برق را قطع کند؛ هرچند که اگر برق همچنان روشن بماند، سیستم با سرعت بیشتری فلزات را برش می‌دهد، زیرا قوس الکتریکی گرمای اضافی تولید می‌کند. این الکترودها قادرند پس از شعله‌ور شدن، تقریباً هر نوع ماده‌ای را ذوب کرده یا بسوزانند.
برش با الکترودهای گرمازا روشی ساده و آسان برای یادگیری است و حتی در زمانی که برق خاموش است، می‌تواند برای برش فلزات نازک استفاده شود. سرعت برش در این روش بسیار بالا است و قادر است فلزات آهنی و غیرآهنی با هر ضخامتی را برش دهد. همچنین، طیف گسترده‌ای از مواد غیرهادی مانند بتن و سنگ نیز قابل برش هستند. این الکترودها به جریان عملیاتی بالا نیاز ندارند و می‌توان آن‌ها را با استفاده از باتری ۱۲ ولتی استارت خودرو شعله‌ور کرد.

### برش با قوس فلزی حفاظ‌دار
برش با قوس الکتریکی محافظت‌شده فلز را با ذوب کردن آن به وسیله حرارت شدید قوس الکتریکی، بدون استفاده از اکسیژن برای سوزاندن، انجام می‌دهد. این روش برای صفحات فولادی کربنی با ضخامت کمتر از ۶ میلی‌متر و همچنین فلزات غیرآهنی و مقاوم در برابر خوردگی با هر ضخامتی عملکرد بهتری دارد.
برش زیرآبی با قوس الکتریکی محافظت‌شده فرآیندی ساده است که تقریباً از هر نوع الکترود میله‌ای فولادی با مقاومت متوسط در برابر آب می‌توان استفاده کرد. این روش قادر به برش فلزات مقاوم در برابر خوردگی و فلزات غیرآهنی با هر ضخامتی است. نیازی به اکسیژن وجود ندارد و گرمای قوس به راحتی فلز را ذوب می‌کند. فلز مذاب یا به وسیله نیروی جاذبه تخلیه می‌شود یا با استفاده از نوک الکترود توسط غواص از شکاف بیرون رانده می‌شود. با این حال، تکیه بر نیروی جاذبه روش ترجیحی نیست، زیرا آب فلز مذاب را خیلی سریع سرد می‌کند.

## جوشکاری زیر آب

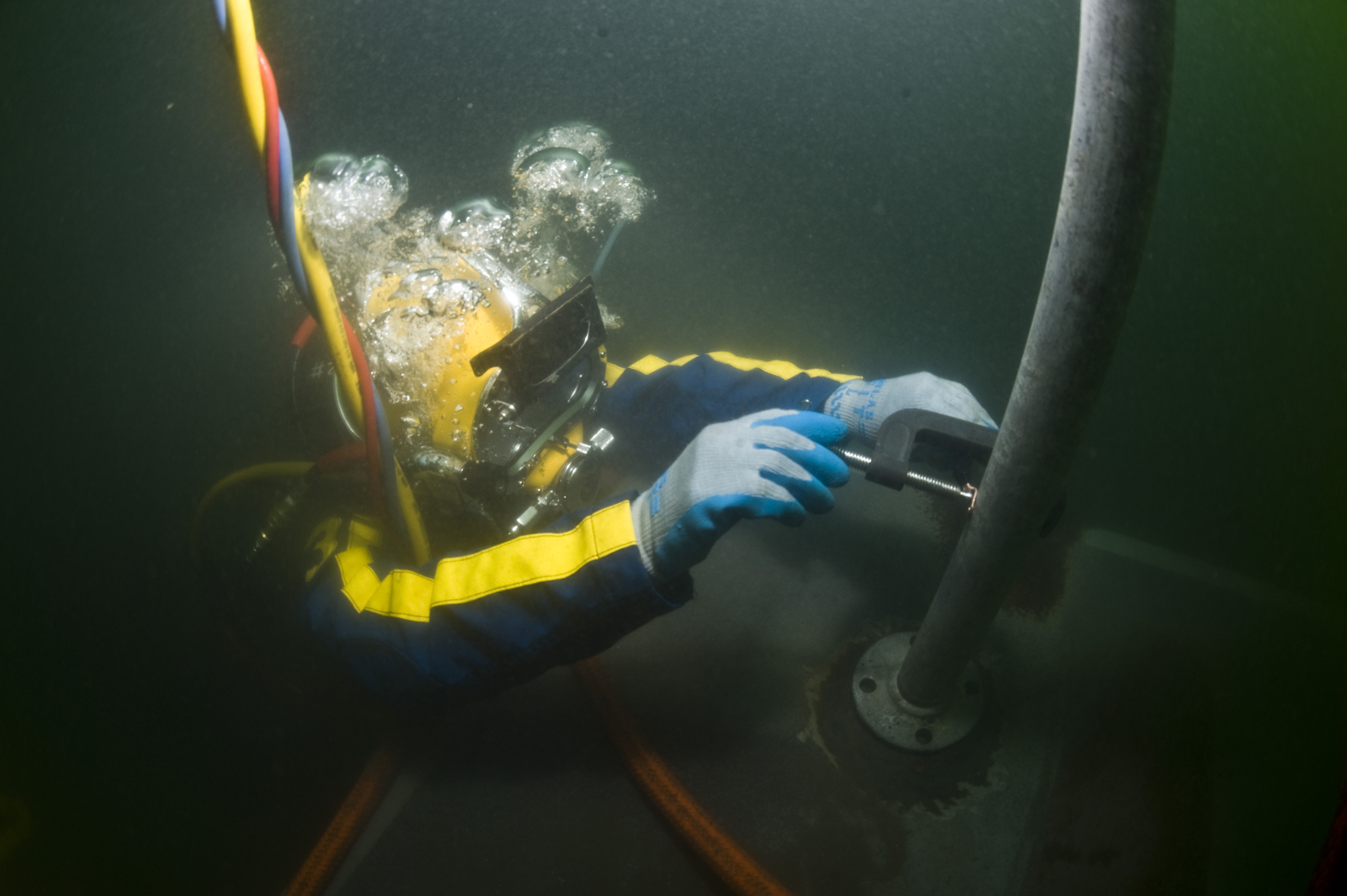
اتصال کابل اتصال به زمین با یک گیره

جوشکاری مرطوب به حالتی اطلاق می‌شود که در آن هم غواص و هم قطعه کار به‌طور کامل در آب غوطه‌ور هستند. در این روش، فرایند جوشکاری قوس فلزی محافظ رایج‌ترین روش مورد استفاده است. اغلب جوشکاری مرطوب با استفاده از جریان مستقیم (DC) و الکترود منفی، که به آن قطبیت مستقیم نیز گفته می‌شود، انجام می‌شود. در این حالت، نگهدارنده الکترود دوام بیشتری دارد. با این حال، گاهی اوقات نتایج بهتری با استفاده از جریان مستقیم و الکترود مثبت، که به قطبیت معکوس معروف است، حاصل می‌شود. از جریان متناوب (AC) به دلایل ایمنی استفاده نمی‌شود.

### جوشکاری قوس فلزی حفاظ‌دار
جوشکاری با قوس الکتریکی محافظت‌شده با گرم کردن فلز به وسیله یک قوس الکتریکی که بین الکترود فلزی پوشیده از فلاکس و قطعه کار ایجاد می‌شود، انجام می‌گیرد. این قوس حرارت شدیدی، معمولاً در محدوده ۳۹۰۰ تا ۶۱۰۰ درجه سانتی‌گراد (۷۰۰۰ تا ۱۱۰۰۰ درجه فارنهایت)، تولید می‌کند که در ناحیه‌ای بسیار کوچک متمرکز است. این حرارت باعث ذوب شدن قطعات فلز اصلی، سیم مرکزی و بخشی از پوشش فلاکس می‌شود. سایر عناصر موجود در پوشش فلاکس تجزیه شده و یک سپر گازی اطراف قوس ایجاد می‌کنند که فلزات مذاب را از آلودگی‌های محیط اطراف، که در این مورد عمدتاً بخار فوق گرم است، محافظت می‌کند.
در حین ذوب شدن الکترود، قطرات یا گلبول‌های کوچکی از فلز مذاب شکل گرفته و به وسیله جریان الکتریکی از قوس عبور داده می‌شوند و بر روی قطعه کار به داخل حوضچه مذاب رسوب می‌کنند. این حوضچه پس از سرد شدن، مهره‌ای از فلز جوش ایجاد می‌کند. قطرات یا گلبول‌ها تنها به واسطه نیروی جاذبه وارد حوضچه نمی‌شوند، بلکه با جریان الکتریکی هدایت می‌شوند. در غیر این صورت، جوشکاری سربار (بالاسری) امکان‌پذیر نبود.
فرایند جوشکاری مرطوب که در عملیات نجات استفاده می‌شود، معمولاً یک تکنیک ساده برای اتصال زیرآبی است. تجهیزات مورد استفاده شامل دستگاه‌های جوشکاری با قوس الکتریکی محافظت‌شده و الکترودهای ضدآب است که به‌صورت تجاری تولید می‌شوند. به حداقل تجهیزات جانبی نیاز است، از جمله نورپردازی، سازه‌های موقتی و ابزارهای دستی.
از مزایای جوشکاری مرطوب این است که جوشکار زیرآبی می‌تواند به‌طور آزادانه روی هر بخشی از ساختارهای پیچیده یا بخش‌هایی با دسترسی محدود کار کند، در حالی که دیگر تکنیک‌های جوشکاری زیرآبی ممکن است با مشکلات دسترسی مواجه شوند. ترمیم یا پچ کردن بخش‌ها با سرعت و هزینه کمتری انجام می‌شود، زیرا زمانی برای ساخت و نصب محفظه‌ها تلف نمی‌شود. از منابع توان و تجهیزات جوشکاری استاندارد استفاده می‌شود، بنابراین عملیات جوشکاری مرطوب می‌تواند به‌راحتی در سایت‌های کاری دورافتاده آغاز شود. این روش همچنین آزادی بیشتری در طراحی پچ و اندازه بخش‌های پچ فراهم می‌کند.

## تجهیزات

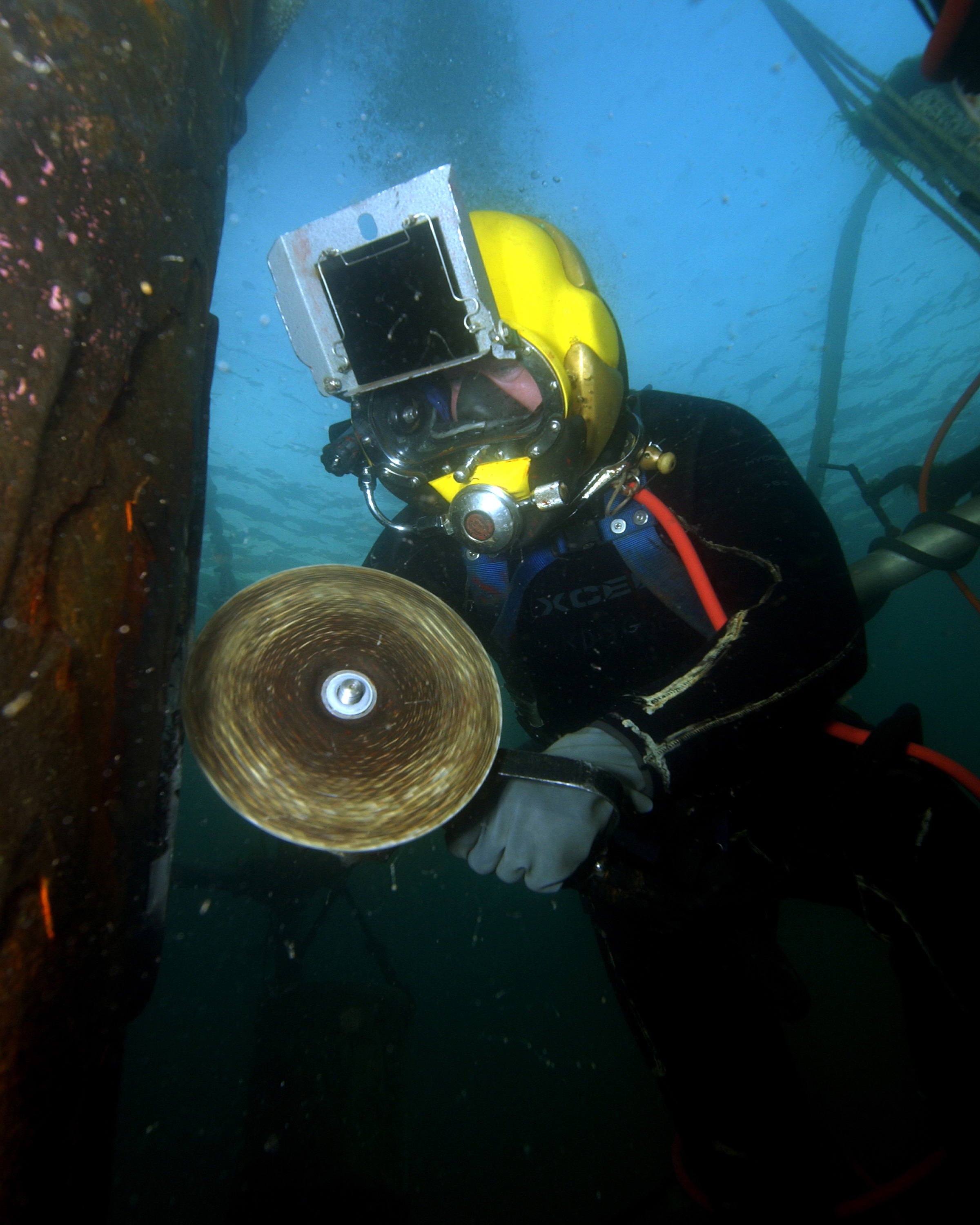
غواص از یک دستگاه سنگ‌زنی (گرایندر) برای صاف کردن و تراز کردن بخش ترمیمی (پچ) استفاده می‌کند

برش قوسی با اکسیژن زیرآبی، برش با قوس الکتریکی محافظت‌شده و جوشکاری مرطوب، همگی با استفاده از تجهیزات جوشکاری با جریان مستقیم (DC) با شدت بالا انجام می‌شوند. برای برش با قوس اکسیژنی، نگهدارنده‌های ویژه الکترود و منبع اکسیژن به این تجهیزات اضافه می‌شوند. استفاده از کلید ایمنی نوع چاقویی برای قطع و وصل مدار جوشکاری توصیه می‌شود، زیرا به‌راحتی می‌توان وضعیت باز یا بسته بودن آن را تشخیص داد.
لوازم جانبی اضافی شامل خراش‌دهنده‌ها، دستگاه‌های سنگ‌زنی (گرایندر)، برس‌های سیمی، تجهیزات واترجت با فشار بالا و تجهیزات واترجت سایشی هستند که برای آماده‌سازی سطح در عملیات برش و جوشکاری زیرآبی استفاده می‌شوند.
تجهیزات غواصی مورد استفاده شامل تجهیزات ساده‌ای با تأمین سطحی هوا و ارتباطات صوتی است که مجهز به سپرهای جوشکاری می‌باشد. این سپرها قابل لولا شدن بر روی صفحه جلویی ماسک هستند تا از دید غواص محافظت کنند. علاوه بر لباس غواصی مناسب با شرایط عمومی زیرآبی، ممکن است از دستکش‌های سنگین لاستیکی و لباس‌های کار مقاوم نیز استفاده شود.
تجهیزات حمل و نقل و دسترسی ممکن است بر اساس نیازهای خاص هر وظیفه لازم باشد. این تجهیزات می‌توانند شامل کابل‌ها، زنجیرها، جرثقیل‌ها، سکوهای کار، و دیگر ابزارهایی باشند که برای جابه‌جایی یا فراهم کردن دسترسی به نقاط دشوار یا غیرقابل دسترس مورد استفاده قرار می‌گیرند. انتخاب مناسب این تجهیزات بستگی به نوع کار و شرایط محیطی دارد.

## ایمنی
عدم رعایت اقدامات احتیاطی مناسب در حین عملیات برش یا جوشکاری زیرآبی ممکن است منجر به جراحات جدی یا حتی مرگ شود.
خطرات تهدیدکننده زندگی در عملیات برش و جوشکاری زیرآبی عمدتاً به جریان الکتریکی و گازهایی که در طول فرایند استفاده می‌شوند یا تولید می‌شوند، مرتبط هستند.
- اگر غواص بین موقعیت اتصال زمین و الکترود قرار گیرد، بخشی از مدار الکتریکی خواهد شد که می‌تواند باعث شوک الکتریکی شود. شوک الکتریکی ناشی از جریان متناوب (AC) ممکن است باعث جلوگیری از شل شدن ارادی ماهیچه‌هایی شود که دست را کنترل می‌کنند. در نتیجه، اگر بدن غواص یا تجهیزاتش به‌طور تصادفی بخشی از مدار الکتریکی جریان متناوب شود، غواص ممکن است قادر به رها کردن آن نباشد. به همین دلیل، از جریان متناوب در عملیات برش یا جوشکاری زیرآبی استفاده نمی‌شود. در مقابل، شوک جریان مستقیم (DC) خطر کمتری دارد، اما همچنان ناخوشایند است. حفظ ایمنی و دور ماندن از مدار الکتریکی نیازمند توجه و آگاهی مداوم غواص است.[۱]
- الکترودها و قطعات کاری بسیار داغ می‌توانند از طریق لباس‌های حفاظتی غواص را بسوزانند و به تجهیزات غواصی، مانند شلنگ‌های چندمنظوره (امبیلیکال)، آسیب جدی وارد کنند.[۱]
- جریان جوشکاری مخلوط‌های گاز انفجاری تولید می‌کند که ممکن است در ساختارهای مجاور به دام بیفتند و انباشته شوند. در صورت انفجار، این گازها می‌توانند به غواص، تجهیزات و ساختارهای اطراف آسیب برسانند.[۱]
- جریان‌های جوشکاری ممکن است باعث تشدید خوردگی گالوانیکی شوند.
- افزایش فشار جزئی اکسیژن با عمق آب، خطر آتش‌سوزی در محیط‌های تحت‌فشار را ایجاد می‌کند. در عمق‌های بیشتر از ۶۰ فوت زیر آب (FSW)، محفظه‌های جوشکاری گازدار باید با گازی بی‌اثر پر شوند.[۱]